# Устие на река Велека
Устие на река Велека е защитена местност, обхващаща площ от 1511,2 хектара около устието на река Велека.
Административно-териториално се намира в землищата на Ахтопол, Бродилово и Синеморец. Защитената местност е създадена на 1 септември 1992 г. с цел запазване на характерния ландшафт на крайбрежната зона, скалните образувания и фиорди, специфичната ксеротемна преходносредиземноморска растителност и богат животински свят. През 1999 г. и през 2007 г. е извършена промяна в режима на дейностите в защитената местност. Устие на река Велека се припокрива с Природен парк Странджа и Защитената зона по директивата за птиците Странджа.

## Режим на дейности
В защитената местност се:
- Забранява промишленото и жилищното строителство, минно-геоложките проучвания, прокарването на нови пътища, разкриването на мини и кариери, добиването на инертни материали от реките и крайбрежните пясъци;
- Забранява замърсяването с битови, промишлени и други отпадъци;
- Забранява достъпът до пещерите в морския клиф;
- Забранява достъпът на моторни превозни средства с изключение на тези, използвани за горскостопански и селскостопански дейности;
- Забранява плаването на всякакви съдове по р. Велека през периода 15 септември – 15 юни, а в периода 15 юни – 15 септември – плаването на всякакви съдове, с изключение на организирани туристически пътувания в отсечката от устието на реката до местността „Царското кладенче“ при следните условия: максималния брой лодки, движещи се по маршрута да бъде 4; скоростта на движение на лодките да не надвишава 4 възела; да не се допуска замърсяване на реката с горива, масла и др. отпадъци;
- Забранява се определянето на места за къмпиране и палене на огън без писмено съгласие на съответните регионални структури на МОСВ и без тези места да бъдат означени с трайна и видима маркировка на терена, всякакво къмпиране и палене на огън извън определените и означени за целта по посочения ред места;
- Забранява брането, увреждането или унищожаването на диви растения с изключение извеждане на предвидените в лесоустройствения проект сечи и събиране на билки от местното население в количества, предназначени за лично ползване;
- Забранява се извършването на сечи през периода 30 март – 1 септември; залесяването с неприсъщи за района дървесни видове; реализирането на голи сечи и реконструкции, прокарването на нови горски пътища; отсичането на живи хралупести дървета и на дървета, на които има гнезда с диаметър над 0,5 m; изнасянето на добития дървен материал по друг начин освен с товарни животни;
- Забранява ловът, с изключение на: див заек – през ловния сезон в селскостопанските земи; дива свиня, благороден елен, лисица и чакал – от 1 октомври до 31 декември; сърна – от 1 октомври до 30 ноември; бекас – от 1 януари до 28 февруари със специално разрешение за ловуване от ГС – Царево; и съгласно предвижданията по ловоустройствен проект;
- Забранява риболовът, с изключение на спортен риболов в района от вливането на р. Велека в морето до моста при с. Синеморец на разрешените от закона видове риби, без змиорка и шаран, при условията, редът, начините, нормите и сроковете, определени от закона;
- Забранява преследването, събирането, улавянето и убиването на всички диви животни, които не са обект на лов по смисъла на тази заповед, без оглед на тяхното състояние или форма на развитие; създаването на дивечови ниви и всякакви приспособления за изкуствено подхранване и лов;
- Забранява пашата на свине и кози, като за останалите селскостопански животни пашата там се ограничава до 0,5 гл/ha за едрия и 3 гл/ha за дребния добитък;
- Забранява изораването на ливади и пасища; косенето на тръстика през периода 1 март – 31 юли; използването на фосфорсъдържащи пестициди; използването на моторни помпи за напояване на земеделските земи;
- Забранява издирването на предмети с археологична стойност освен в случаите, когато тази дейност е организирана съгласно действащите нормативни разпоредби.